# Кула Лековића
Кула Лековића у Никшићу је историјска грађевина која се налази у приградском насељу Кочани. Помиње се у неколико црногорских епских пјесама, од којих је најпознатија Смрт попа Мила Јововића, чиме је њен споменички карактер неспоран.

## Историја
За Кулу Лековића нема поузданих података о времену настанка, а по начину зидања сматра се да је изграђена у 18. вијеку. По народном предању, изградила ју је муслиманска беговска породица Лековић. Зидана је од лијепо тесаног камена, од стране приморских мајстора. Узане пушкарнице видљиве су са унутрашње стране објекта.
Кула је дијелом изгубила аутентичност непланском доградњом током 50-их година прошлог вијека. И поред тога кула има архитектонску вриједност, чиме је стекла статус непокретног културног добра Црне Горе.
Данас је у приватном власништву породице Пижурица.